# Skandal um die National Kidney Foundation Singapore
Der Skandal um die National Kidney Foundation Singapore, auch bekannt als NKF-Skandal oder NKF-Kontroverse, war ein Skandal in Singapur im Juli 2005, welcher die National Kidney Foundation Singapore (NKF) involvierte und von einem gescheiterten Diffamierungsprozess gegen Susan Long und Singapore Press Holdings (SPH) ausgelöst wurde. Dieser löste erhebliche Kontroversen aus, die zu einer massiven Kritik und zu einem großen Rückgang von Spendern für die Wohltätigkeitsorganisation führten. Diese hatten wiederum den Rücktritt des Vorstandsvorsitzenden T. T. Durai und seines Vorstands zur Folge.
Zu den Vorwürfen im Zusammenhang mit dem Skandal gehörten die falschen Erklärungen darüber, wie lange die Reserven des NKF halten würden, die Zahl der Patienten, die Einrichtung einer goldenen Armatur in Durais Privatbüros, sein Gehalt, die Nutzung von Firmenwagen und Erste-Klasse-Flugreisen. Die ehemalige NKF-Schirmherrin Tan Choo Leng, Ehefrau von Minister Goh Chok Tong, löste weitere Empörung aus, als sie sagte, T. T. Durais Gehalt von „S$ 600,000 a year is peanuts“ („600.000 S$ sind Kleinigkeiten/Kleingeld“).
Der Präsident des Nationalrates des Sozialdienstes, Gerard Ee, wurde inzwischen zum Interimsvorsitzenden der Organisation ernannt. KPMG führte eine vollständige unabhängige Prüfung ihrer Finanzen durch, und ein 442-seitiger Bericht vom 19. Dezember 2005 enthüllte eine Vielzahl von Fehlverhalten des ehemaligen NKF-Vorstands und der Geschäftsleitung. Durai wurde am 17. April 2006 festgenommen und von der Polizei nach dem Korruptionspräventionsgesetz angeklagt. Eine Zivilklage in Höhe von 12 Mio. S$ zur Beitreibung von Geldern durch den neuen NKF-Vorstand gegen Durai und vier weitere ehemalige Vorstandsmitglieder begann am 8. Januar 2007.
Ein erneuter Skandal tat sich 2016 auf, als der damalige CEO Edmund Kwok aufgrund einer „meldepflichtigen Straftat“, welche eine „persönliche Indiskretion“ gegen einen damals etwa 20 Jahre alten Angestellten war, entlassen wurde.

## Erste Anschuldigungen
Im August 1997 und Dezember 1998 wurden der NKF-Freiwillige Archie Ong und der Flugmodelllehrer Piragasam Singaravelu wegen Diffamierung separat vor Gericht gebracht, als beide sagten, dass T.T. Durai in der Ersten Klasse geflogen sei. Ersterer erwähnte im April 1997, dass der NKF in einem lockeren Gespräch mit dem ehemaligen Vorsitzenden des Finanzausschusses des NKF, Alwyn Lim, „Geld verschwendet“ habe, während Letzterer behauptete, er habe Herrn Durai persönlich in der First-Class-Kabine von Singapore Airlines gesehen. Beide zahlten dem NKF einen nicht veröffentlichten Schadensbetrag und entschuldigten sich. Die Nachricht von dem Gerichtsverfahren wirkte sich auf Ongs krebskranken Vater aus, der schließlich im Krankenhaus starb. Kurz nach dem Ausbruch des Skandals von 2005 erwähnte Ong gegenüber der Presse, dass er sich „jetzt vollständig bestätigt fühlte. Ich hatte heute mehr als hundert Anrufe, um mir alles Gute zu wünschen“.
1999 hat die NKF aufgedeckt und erneut rechtliche Schritte gegen Tan Kiat Noi eingeleitet, die angeblich am 5. April eine E-Mail aus ihrer Firma verbreitet hat, in der sie behauptete, dass „die NKF den Armen und Bedürftigen nicht geholfen hat, ihren Mitarbeitern unrealistisch hohe Boni gezahlt hat“ und die Öffentlichkeit von Spenden abhielt. Später veröffentlichte auch sie eine öffentliche Entschuldigung in den lokalen Zeitungen The Straits Times und Lianhe Zaobao und leistete insgesamt 50.000 S$ Schadenersatz. 48 weitere Mitarbeiter, die die gleiche E-Mail weitergeleitet haben, wurden ebenfalls von der Organisation verklagt, aber die Klage wurde später fallen gelassen, da sie mit möglicherweise mildernden finanziellen Umständen konfrontiert geworden wären. Einige Tage nach Beginn der Zivilklage 2007 gab es Aufrufe der Öffentlichkeit, die Klagen gegen die drei oben genannten Whistleblower zu revidieren.
Im Jahr 2001 weigerte sich der Nationale Sozialdienst, den Status der „Institution of Public Character“ (IPC) des NKF zu erneuern (der es ihm ermöglicht, steuerfreie Spenden einzuziehen), da die Subventionszahlen aufgebläht waren, die Personalkosten um 30 % gestiegen seien und ein „überproportionaler“ Geldbetrag für die Mittelbeschaffung ausgegeben wurde. Zwei Jahre zuvor wurden sowohl vom Gesundheitsministerium als auch vom NCSS erstmals Bedenken geäußert. Ersteres beschloss jedoch im Januar 2002, zu intervenieren und stellte den IPC-Status des NKF für volle drei Jahre wieder her.

## NKF gegen SPH

### Vorwürfe in Artikeln
The Straits Times veröffentlichte am 19. April 2004 ein Editorial mit dem Titel „NKF: Controversially ahead of its time?“ („NKF: Umstritten seiner Zeit voraus?“), geschrieben von der Senior-Korrespondentin Susan Long. Dieser Artikel wurde Gegenstand des Streits und schließlich der Klage, die zu dem Skandal führte. Durai und NKF stellten die ersten sechs Zeilen des Artikels in Frage, in dem behauptet wurde, dass ein pensionierter Auftragnehmer (der aus Angst, verklagt zu werden, nicht genannt werden kann und wollte) den Auftrag nicht erfüllt habe, als er gebeten wurde, „eine Glasdusche, eine teure deutsche Toilettenschüssel und einen vergoldeten Wasserhahn im Wert von 1000 S$ in Durais Büro zu installieren“. Es wurde behauptet, dass der Wasserhahn später durch ein anderes Material ersetzt wurde.
Das NKF forderte den Herausgeber der Zeitung, Singapore Press Holdings (SPH), innerhalb von 24 Stunden zur Entschuldigung, Rücknahme und Schadenersatzleistung auf. Vier Tage nach der Veröffentlichung des Artikels haben NKF und Durai Long und SPH wegen Diffamierung vor Gericht gestellt und 3,24 Millionen Singapur-Dollar Schadenersatz gefordert. Sie behaupteten, dass die sechs Absätze des Artikels die Misswirtschaft von Spendergeldern andeuteten, dass die Anlagen nur aufgrund der Proteste des Auftragnehmers zurückgefahren wurden und dass sie es vermieden hätten, weitere Einzelheiten zu dieser Angelegenheit zu nennen.

### Die Verhandlungen
Der Prozess begann am 11. Juli 2005, wobei Long und SPH durch Senior Counsel und MP Davinder Singh vertreten waren, während NKF und Durai durch Senior Counsel Michael Khoo vertreten waren. Im Rahmen des Kreuzverhörs wurde festgestellt, dass Durai ein Monatsgehalt von 25.000 US-Dollar und 2002 einen 10-Monats-Bonus sowie 2003 und 2004 einen 12-Monats-Bonus für insgesamt 1,8 Millionen US-Dollar über drei Jahre erhalten hat. Er hatte Zugang zu einer Flotte von acht Fahrzeugen mit Chauffeur, und die NKF bezahlte die Steuern und Unterhaltskosten für seinen persönlichen Mercedes-Benz.
Der Fall wurde von Durai um 17 Uhr am zweiten Tag des Prozesses fallen gelassen.

## Folgen
Das Gesundheitsministerium forderte den NKF auf, Schadenersatz zu leisten.

### Öffentliche Kritik und Kontroversen
Im Mittelpunkt des Skandals stand die Offenbarung von Durais 600.000 S$ Gehalt, die in der Öffentlichkeit ein weit verbreitetes Gefühl von Empörung, Wut und Enttäuschung hervorrief. Rund 3.800 regelmäßige Spender stornierten ihre Beiträge am Tag nach dem Prozess, und das Hauptquartier des NKF wurde mit Graffiti verwüstet.

### Tan Choo Lengs Anmerkungen
Auf Fragen nach Durais Gehalt verteidigte die Frau des Senior Ministers Goh Chok Tong und Schirmherrin des NKF Tan Choo Leng Durai und kommentierte, dass „für eine Person, die eine große Millionen-Dollar-Organisation mit einigen hundert Millionen Reserven leitet, 600.000 S$ pro Jahr Kleingeld sind“, sehr zur Empörung der Singapurer. Die Aussage wurde von vielen als Beleidigung empfunden, die viel weniger verdienen oder gar ums Überleben kämpfen.
Blogs und Online-Messageboards wurden schnell mit wütenden Kommentaren überflutet, und eine zweite Online-Petition, in der Tan Choo Leng aufgefordert wurde, sich zu entschuldigen, wurde gestartet. Später wurden Witze zu diesem Thema verbreitet, zum Beispiel veröffentlichte die lokale satirische Website TalkingCock.com einen Beitrag mit einer Parodie eines Geldscheins mit einer Erdnuss im Gegenwert von 600.000 S$ (in Anspielung auf den englischen Satz „S$600,000 are peanuts“).
Am 16. Juli 2005 sagte SM Goh, dass Frau Goh die Erklärung bedauere. Er sagte auch, er habe ihr mehrere E-Mails und Briefe gezeigt, die er nach der Bemerkung erhalten habe. Trotz einer früheren Ankündigung, im Vorstand zu bleiben, ist Frau Goh auch als Schirmherrin des NKF zurückgetreten, obwohl SM Goh behauptet, es handele sich um eine separate Angelegenheit.

### Interimsvorstand
Am 14. Juli 2005 traten TT Durai und der NKF-Vorstand massenhaft zurück. Gesundheitsminister Khaw Boon Wan ernannte Gerard Ee zum vorläufigen Vorsitzenden und CEO.

### Unabhängige Ermittlungen
Im Juli 2005 wurde KPMG vom neuen NKF-Vorstand beauftragt, vergangene Praktiken zu untersuchen. Die Wirtschaftsprüfer veröffentlichte ihren Bericht im Dezember 2005, mit unter anderem folgenden Ergebnissen:
- Der Verwaltungsrat delegierte seine Befugnisse an die Geschäftsleitung, und die Geschäftsleitung wiederum delegierte ihre Befugnisse an Durai.
- Im Jahr 2003 wurden nur zehn Cent von jedem Dollar für Dialysekosten verwendet. In ihrem Jahresbericht 2004 hatte die NKF behauptet, dass 52 Cent von jedem Dollar an ihre Begünstigten gingen.
- NKF vergab Aufträge im Wert von 3 Millionen Dollar an Forte Systems und 4 Millionen Dollar an das Unternehmen Protonweb, das von Pharis Aboobacker, einem engen Freund von Durai, betrieben wurde. Keines der beiden Projekte wurde erfolgreich abgeschlossen, aber es wurden keine Maßnahmen gegen die Unternehmen ergriffen. Nach Ansicht von KPMG waren die Vertragsbedingungen „ungewöhnlich“ und die Missachtung der mangelnden Leistung durch den Ex-Co „außergewöhnlich“.

### Verhaftungen und anschließende Klagen
Durai wurde am 17. April 2006 verhaftet. Er war auf Kaution frei, wurde aber später gegen andere Mitglieder des alten Vorstands der National Kidney Foundation vor Gericht gestellt. Er hat sich auch bereit erklärt, vier Millionen Dollar an den neuen NKF zurückzuzahlen und wurde zu drei Monaten Gefängnis verurteilt, weil er den NKF durch die Erstellung einer 20.000 Dollar Rechnung irregeführt hat.
Der ehemalige Vorsitzendem Richard Yong, die ehemalige Direktorin Mathilda Chua und der ehemalige Schatzmeister Loo Say San wurden am 16. Mai 2007 für bankrott erklärt. Nachdem er persönliche Immobilien im Wert von 7,5 Millionen Dollar verkauft hatte, verließ Yong Singapur am frühen Morgen des 17. Mai ohne Erlaubnis, wurde aber am 4. Juli 2007 in Hongkong festgenommen und am 3. August 2007 nach Singapur ausgeliefert, wo er am nächsten Tag wegen der Anschuldigungen angeklagt wurde, die die NKF ihm sowie seiner Flucht aus Singapur Stunden vor der Erklärung des Konkurses auferlegt hatte. Yong sagte, dass er gegangen sei, um einige persönliche Angelegenheiten zu regeln.
Er wurde wegen der drei Anklagen zu 15 Monaten Gefängnis verurteilt. Bei der Verurteilung wurden fünf verschiedene Vorwürfe berücksichtigt. Seine Strafe beginnt mit dem Tag, an dem er nach Singapur zurückgebracht wurde. Yong legte Berufung ein, verlor und musste seine Strafe absitzen. Er erhielt jedoch die Erlaubnis, fünf Monate seiner Haftzeit unter Hausarrest mit einer elektronischen Fußfessel zu verbringen.

### Langzeitfolgen
Der Skandal hat Fragen nach dem Grad der Transparenz in anderen Institutionen in Singapur aufgeworfen. Oppositionspolitiker, insbesondere Chee Soon Juan, haben festgestellt, dass die Probleme bei NKF wahrscheinlich nicht aufgedeckt worden wären, wenn T.T. Durai nicht die Straits Times verklagt hätte. Vier mit der Demokratischen Partei Singapurs verbundene Personen führten im Juli 2005 eine stille Demonstration vor dem Hauptsitz des Central Provident Fund (CPF) durch und trugen T-Shirts mit der Aufschrift „GIC HDB NKF CPF Transparency now“ und forderten damit von der Government Investment Corporation (GIC), dem Housing Development Board (HDB) und der CPF mehr Transparenz. Die Demonstranten wurden verhaftet, aber später ohne Anklagepunkte entlassen, mit einer eigenen Gegenklage wegen rechtswidriger Inhaftierung, die kostenpflichtig abgewiesen wurde.
Am 21. April 2006 wurden Chee Soon Juan und 12 weitere Angeklagte wegen Diffamierung verklagt, weil sie den Umgang der Regierung mit dem NKF-Skandal im Newsletter The New Democrat der Demokratischen Partei Singapurs in Frage gestellt hatten.

## „Neuer“ NKF und „alter“ NKF
Der Zivilprozess des neuen Vorstands gegen den alten Vorstand – ehemaliger CEO TT Durai, Vorsitzender Richard Yong, Schatzmeister Loo Say San, Vorstandsmitglied Maltilda Chua und Geschäftspartner – wurde am 8. Januar 2007 eröffnet. Wegen angeblicher Misswirtschaft, Pflichtverletzungen sowie Schäden und Verluste für das Unternehmen wurden 12 Mio. S$ Schadenersatz verlangt. Durai wurde vorgeworfen, die Wohltätigkeitsorganisation zu seinem Vorteil zu führen, Dokumente zu vernichten und dergleichen, wobei das neue Komitee behauptete, dass NKF als Wohltätigkeitsorganisation und Durai als CEO einem höheren und strengeren Standard der Sorgfaltspflicht unterzogen werden sollten. Am dritten Tag akzeptierte Durai alle Verbindlichkeiten und alle Forderungen gegen ihn. Die einzige öffentliche Erklärung von Rajah – Durais Anwalt – war, zu bestätigen, dass sein Mandant aus der Angelegenheit ausgestiegen war.
Später am selben Tag gegen 17:00 Uhr (Singapur-Zeit) bestätigte der Anwalt des NKF, Shanmugam, den Reportern, dass Durai eingeräumt habe, die Höhe der an den NKF zu zahlenden Schäden sei noch zu regeln. Die Entscheidung der anderen Beklagten, fortzufahren, wird jedoch Auswirkungen auf andere gleichermaßen haftbare Direktoren und Dritte (Alwyn Lim, Lawrence Chia, Kweh Soon Han und Chow Kok Fong) haben. Das Ergebnis des Eingeständnisses von Durai wird den Prozess kürzer machen und nicht wie erwartet zu einem achtwöchigen Prozess.

## Neuer Skandal 2016
Einen erneuten Skandal gab es 2016, als der damalige CEO Edmund Kwok im November 2016 entlassen wurde. Dem ging eine Beschwerde eines männlichen, etwa 20 Jahre alten, Angestellten über eine „persönliche Indiskretion“ Kwoks gegen diesen am 7. November 2016 voran. Nach einer disziplinarischen Anhörung Kwoks, in dem er den Vorfall zugab, wurde er am 14. November entlassen.
Die Polizei nahm ihre Ermittlungen am 15. November auf.
Eunice Tay, ehemalige CEO von NKF, wurde Interims-CEO.
Die Ermittlungen der Polizei gegen Edmund Kwok wurden kurz darauf eingestellt und gegen Kwok wurde in Absprache mit der Generalstaatsanwalt eine „scharfe Warnung“ („stern warning“) für sein Verhalten ausgesprochen. Es handelte sich demnach um eine „meldepflichtige Straftat“ gegen den damals etwa 20 Jahre alten Angestellten. Kwok lehnte eine Stellungnahme zu dem Vorfall ab.